# Velame (náutica)
O velame é o conjunto de todas as velas existentes a bordo de uma embarcação.
O Velame faz parte do aparelho conjuntamente com :
- Massame - cabos que prendem os mastros e os mastaréus às mesas de guarnição.
- Poleame -  o conjunto das peças destinadas à passagem ou ao retorno de cabos